# Józefów (Białoruś)
Józefów (biał. Езапоў, Jezapou, ros. Езапов, Jezapow) – wieś na Białorusi, w obwodzie homelskim, w rejonie chojnickim, w sielsowiecie Sudkowo. W 1921 roku miejscowość była folwarkiem.